# هري السواني
هري السواني هو مخزن حبوب تاريخي ومعلم سياحي في مدينة مكناس في المغرب.

## تسمية
تسمية هري السواني تشير  الي  مخازن الحبوب التاريخية وتستعمل أيضا للإشارة إلى المركب بأكمله بأجزائه الثلاثة.

## تاريخ البناء

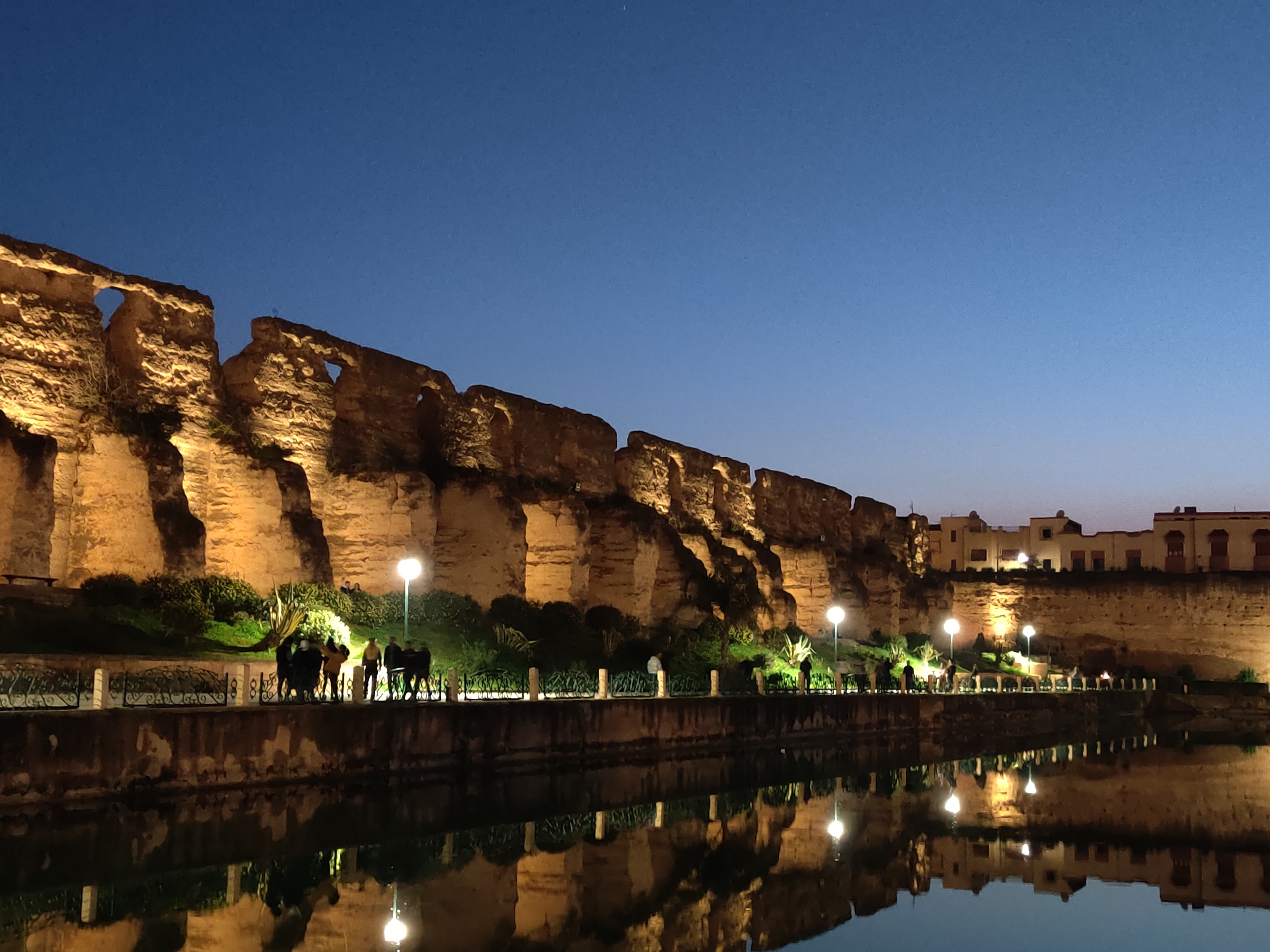
صورة توضح مخزن هري السواني التاريخي في الليل

تم بناؤه في القرن 18 في عهد السلطان المولى اسماعيل. هري السواني هو جزء من مركب وظيفي متكامل تبلغ مساحته 1.4 هكتارا ويضم الهري (مخزن الحبوب) وصهريج ماء (صهريج السواني)، ودار الماء. كان الهري ذا أهمية إستراتيجية لتأمين اقتصاد العاصمة الإسماعيلية، وكان محميا بتحصينات عبر أسوار عالية وأبراج مراقبة.

## بنية المركب

### مخازن الحبوب
بطول 180 مترا وعرض 70 مترا، كانت بمثابة احتياطي عملاق لخزن الحبوب والفواكه الجافة القادمة من مختلف جهات المغرب، والتي كانت تخزن في عشر مطمورات ضخمة، تحسبا لسنوات الجفاف أو الكوارث (المجاعات والأوبئة) أو الحروب. كان مصمما بطريقة تحافظ على المواد المخزنة بفضل جدرانه السميكة ومواد البناء الحافظة التي استخدمت في تشييده. تأثر المركب بشكل كبير بالدمار الذي خلفه زلزال لشبونة (1755) والذي تسبب في تدمير البنية التحت أرضية لمخزن الحبوب.

### الصهريج
صهريج الماء الكبير (بطول 300 متر وعرض 140 متر وعمق 3 أمتار)، المعروف بصهريج السواني، يقع جنوب القصور الإسماعيلية وكان يزود بمياه عشر آبار إضافة إلى مياه عين معروف، أحد روافد واد بوفكران. صهريج الماء كان مرتبطا بشبكة من القنوات الطينية التي كانت تغذي المدينة بالماء، وكان له استخدامات أخرى: مثل ري الحدائق والبساتين والترفيه (قوارب النزهة) كما كان أيضا مكاناً للتدرب على السباحة بالنسبة لجنود البحرية.

### دار الماء
دار الماء، أو هري النواعير، كانت منشأة مائية فوق عشر آبار مزودة بنواعير خشبية، تسمى سواني - جمع سانية، لتزويد الصهريج. هذه النواعير هي مصدر التسمية «السواني» التي اشتهر بها المركب.

## معرض الصور

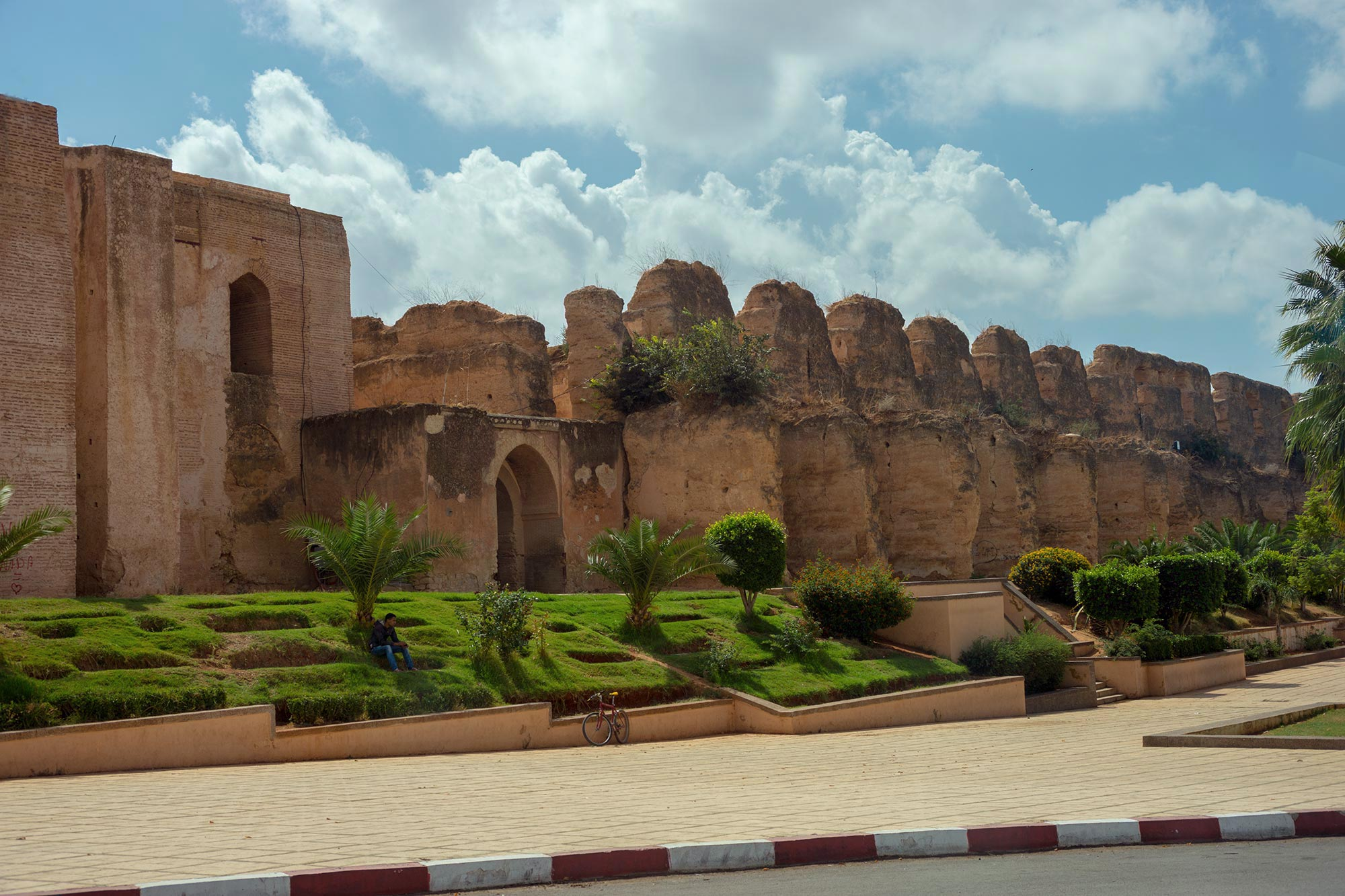
مخازن الحبوب
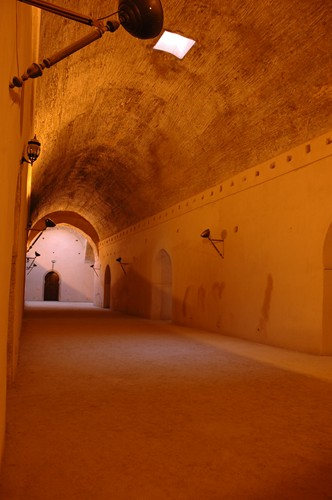
دار الماء
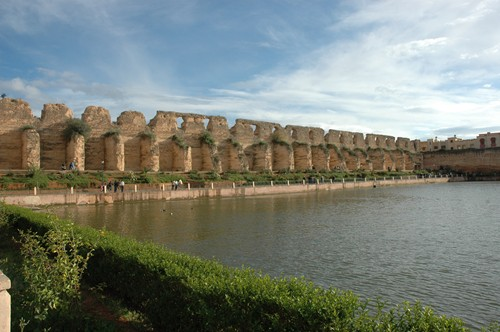
صهريج السواني